# Brachionidium meridense
Brachionidium meridense är en orkidéart som beskrevs av Leslie Andrew Garay. Brachionidium meridense ingår i släktet Brachionidium och familjen orkidéer. Inga underarter finns listade i Catalogue of Life.